# KSTS

KSTS는 캘리포니아주 새너제이와 샌프란시스코, 오클랜드의 텔레문도 소속 방송국이다. 채널 번호는 49번(디지털)/48번(아날로그)이며, 브랜딩은 Telemundo 48과 Telemundo Bay Area이다.

## 연혁
1981년 5월 31일 설립되었다. 이 때는 독립 방송국이었고, 1989년 텔레문도에 가입한다.